# Кремно (правый приток Ужа)
Кремно (укр. Кремно) — правый приток реки Уж, протекающий по Коростенскому району Житомирской области Украины.

## География
Длина — 10 или 18 км. Площадь бассейна — 26,7 км². В верховье русло выпрямлено в канал (канализировано).
Берёт начало юго-восточнее села Домолочь. Река течёт на северо-запад. Впадает в реку Уж (на 175-м км от её устья) в юго-восточной периферийной части города Коростень.
Пойма занята болотами и лугами.
Населённые пункты на реке (от истока к устью):
Коростенский район — Коростенская городская община
1. Домолочь
2. город Коростень